# ویبک یوهانسن
ویبک یوهانسن (به انگلیسی: Vibeke Johansen) (زادهٔ ۲۷ ژوئیهٔ ۱۹۷۸) شناگر اهل نروژ است.